# Macalpinomyces bursus
Macalpinomyces bursus är en svampart som först beskrevs av Miles Joseph Berkeley, och fick sitt nu gällande namn av Vánky 2002. Macalpinomyces bursus ingår i släktet Macalpinomyces och familjen Ustilaginaceae.   Inga underarter finns listade i Catalogue of Life.